# Rites of Spring (ER)
Rites of Spring is de achttiende aflevering van het vijfde seizoen van de televisieserie ER, die voor het eerst werd uitgezonden op 29 april 1999.

## Verhaal
Dr. Romano is geschokt als hij ontdekt dat dr. Benton ook interesse heeft in de stageplek als SEH chirurg naast de stageplek op thoraxchirurgie. Hij dwingt dr. Benton om een keuze te maken tussen deze twee stageplekken. 
Dr. Carter is momenteel mentor van een tiener uit een ruige buurt.
Dr. Greene is samen met dr. Corday naar een medische conferentie en kunnen het samen goed vinden.
Lucy Knight heeft op haar stageplek psychiatrie haar handen vol aan een student rechten met zelfmoordneigingen, en een jongen die onbewust te veel medicijnen slikt.
Jeanie Boulet worstelt nog steeds met haar hepatitis. Zij komt in aanraking met een vriendelijke dominee, die haar weer vertrouwen geeft.
Hathaway krijgt een trap in haar buik van een kind en maakt zich nu zorgen over haar ongeboren baby.

## Rolverdeling

### Hoofdrollen
- Anthony Edwards - Dr. Mark Greene
- Noah Wyle - Dr. John Carter
- Eriq La Salle - Dr. Peter Benton
- Alex Kingston - Dr. Elizabeth Corday
- Paul McCrane - Dr. Robert Romano
- John Doman - Dr. Carl Deraad
- Michael B. Silver - Dr. Paul Myers
- John Aylward - Dr. Donald Anspaugh
- Gloria Reuben - Jeanie Boulet
- Kellie Martin - Lucy Knight
- Julianna Margulies - verpleegster Carol Hathaway
- Penny Johnson - verpleegster Lynette Evans
- Lily Mariye - verpleegster Lily Jarvik
- Gedde Watanabe - verpleger Yosh Takata
- Laura Cerón - verpleegster Chuny Marquez
- Montae Russell - ambulancemedewerker Dwight Zadro
- Emily Wagner - ambulancemedewerker Doris Pickman
- Abraham Benrubi - Jerry Markovic

### Gastrollen (selectie)
- Sheila Kelley - Coco Robbins
- Djimon Hounsou - Mobalage Ikabo
- Corey Parker Robinson - Antoine Bell
- Vincent Berry - Seth Willows
- Jessica Capshaw - Sally McKenna
- Mike Doyle - Michael McKenna
- Gina Hecht - radiologe
- Gary Hudson - Frank Putnam
- Debra Mooney - Leila Morgan
- Roscoe Lee Browne - dominee Matthew Lynn
- Chad McKnight - politieagent Wilson